# Moka (Maurice)
Pour les articles homonymes, voir Moka.
 (juin 2021).
Moka (prononciation en créole mauricien : [moka]) est un village de l'île Maurice, chef-lieu du district de Moka au centre de l'île. Selon le recensement effectué par Statistics Mauritius en 2011, la population était de 8 846 habitants. La partie ouest du village se trouve également dans le district de Plaines Wilhems. Le village est administré par le Conseil du village de Moka sous l'égide du Conseil de district de Moka. L'altitude est de 203 mètres et peut aller jusqu'à 425 mètres à certains endroits. Le village est bordé par la chaîne  de Moka comprenant notamment les montagnes emblématiques du Pouce et de Pieter Both. Réduit est une banlieue du village où se trouvent la State House et l'Université de Maurice. Le village abrite également la Mauritius Broadcasting Corporation et le Mahatma Gandhi Institute.
Historiquement village agricole, Moka s’est graduellement transformée depuis 2008 en l’une des régions résidentielles les plus prisées du pays. Depuis 2017, le groupe ENL y développe une ville intelligente sous le cadre légal du Smart City Scheme.

## Géographie
Située à environ 200 mètres d'altitude, de l'autre côté de la chaîne de Moka qui coupe l'île du nord-est au sud-ouest, et donc protégée des vents d'est dominants, Moka bénéficie d'une température plus fraîche que sur les côtes du nord et de l'ouest.

## Origine du nom
En 1714, le Francais Guillaume Dufresne d’Arsel se voit confier le commandement du Chasseur afin de participer à la troisième expédition de Moka. C’est en 1708 qu’est organisée une première expédition de la compagnie des Indes orientales, pour ramener du café de Moka, une ville portuaire du Yémen, connue pour la qualité de son arabica.
La cour de France ayant découvert et apprécié le goût du café, Dufresne d’Arsel est chargé d’implanter sur l’île Bourbon (Réunion) des plants de caféier. Les navires Le Chasseur et La Paix partirent donc de Saint-Malo le 21 mars 1714. Guillaume Dufresne d’Arsel remplit efficacement sa mission et quitte le Yémen. 
En vertu d’ordres royaux reçus par un autre bateau le 27 juin 1715, il doit prendre possession de la voisine de Bourbon, alors inoccupée, l’île Maurice. Il aborde l’île le 20 septembre 1715 à la rade des Moluques, futur Port Louis et y plante symboliquement la Croix aux Lys d’or. En 1719, Dufresne d'Arsel rentre en France, honoré du titre de gouverneur de Moka. La Compagnie Française des Indes Orientales prend possession de l’Isle de France où elle s’installe à partir de 1721. 
Ce contexte explique l’attribution du nom de ‘Moka’ au lieu de cultures du café. D’après le dictionnaire toponymique de l’Ile Maurice publié par la Société de l’Histoire (1998), le nom ‘Moka’ vient de la présence de plants de café importés du Yémen au début de la colonisation. 

### Culture du café
Sous le régime de la Compagnie française des Indes orientales (1715-1767) et celui du gouvernement royal de Louis XV (1767-1774), l’objectif est d’encourager la culture de produits exotiques prisés en Europe (notamment celle du café), de manière à amenuiser le monopole des Hollandais sur le commerce des épices. À Maurice, la compagnie introduit des plants de café arabica importés de Moka vers 1721. La culture du café ne se développe pas comme à Bourbon où les plantations de café deviennent la culture principale jusqu’en 1815.
Le café se cultive à l’ile de France jusqu’à l’interdiction émise par le Gouvernement Royal de Louis XV aux rênes de la colonie dès 1767, au profit de la culture des céréales, grains et de l’élevage (Rouillard, 1974). Cette interdiction s’est faite sans doute pour assurer une culture exclusive à Bourbon et délimiter les cultures coloniales de manière à faciliter et optimiser leur gestion depuis la métropole. 
Toutefois, la culture du café est présente avec un million de pieds de café dans la colonie jusqu’en 1776, date à laquelle un grand nombre de plants sont détruits par une maladie. Par la suite, les cyclones comme celui de 1824 sont particulièrement dévastateurs pour les cultures de café qui déclinent. 
En 1817, une surface de 2 500 arpents (160 tonnes produites), dont 41 à Moka, était cultivée en caféiers à Maurice. Cette surface est réduite à 600 arpents (17 tonnes produites) en 1830. 
Ce serait le développement de la canne à sucre qui aurait poussé les planteurs à abandonner la culture du café à Moka vers 1827 (Rouillard, 1974). En effet, la culture de la canne à sucre prend son essor à partir de 1825, date à laquelle les Britanniques abolissent les taxes sur le sucre mauricien. Désormais au même tarif que les sucres antillais, le sucre mauricien est en mesure de conquérir le marché mondial.

## Limites territoriales
Au départ, le nom ‘Moka’ se réfère au district décrit dans le règlement du Conseil Supérieur en 1762, date à laquelle l’ile est divisée en 8 quartiers. Le district de Moka se compose du Réduit, de l’Ilot du Réduit et du Quartier Militaire, et le quartier de la Montagne à partir de 1773 (Rouillard, 1974).

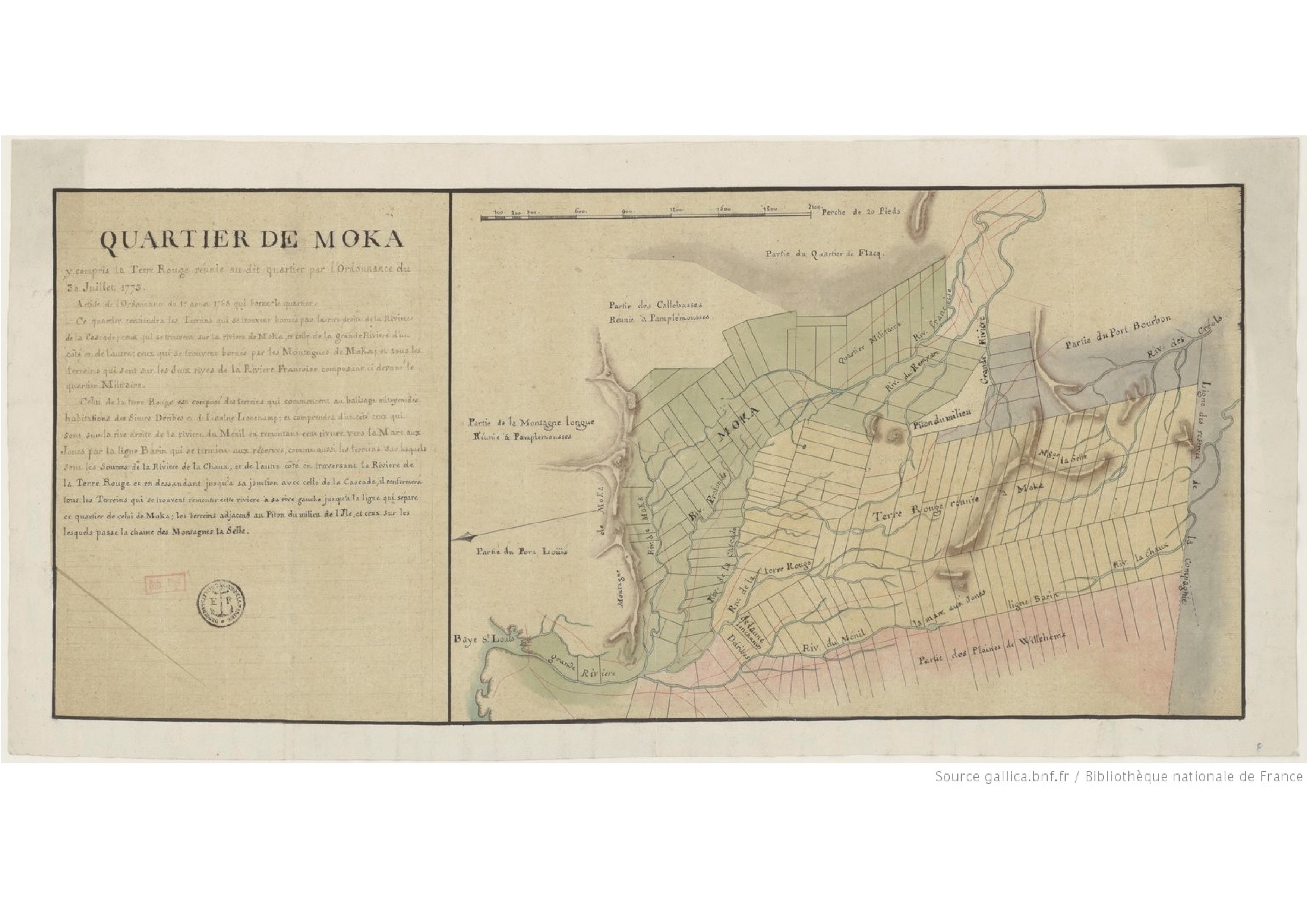
Quartier de Moka y compris la Terre Rouge, 1773 (source : BnF).

Le ‘quartier de Moka’ regroupe celui de Moka et de Terre Rouge et devient une municipalité pendant la Révolution française en 1790 et un district sous l’administration britannique en 1875. Ce qui correspond à la ville de Moka aujourd’hui est le résultat d’une subdivision du district par le gouverneur Decaen (époque napoléonienne) au début du XIXe siècle. Elle est l’un des quatre cantons du quartier de Moka (Rouillard, 1974) :
- les Pailles (l’enfoncement de l’Anse Courtois)
- Moka commençant à Montagne Ory et s’étendant jusqu’à la tête de la rivière profonde
- La Terre Rouge
- Le Quartier Militaire.

Le dictionnaire toponymique nous donne une description des limites du district de Moka aujourd’hui (1998 :22): 
« Au nord, la ligne de chemin de fer, du viaduc qui traverse la Grande Rivière jusqu’à l’entrée Sud du pont franchissant la Rivière St Louis, et de là, une ligne droite jusqu’au sommet de la montagne des Pailles. Ensuite, la ligne de la crête de la Montagne jusqu’à l’Escarpement, puis par le commet du Pouce, le Pieter Both, les Deux Mamelles et les montagnes de Calebasses jusqu’à la Rivière du Rempart dans les montagnes de la Nicolière. A l’Est, la ligne de partage des eaux, de la Rivière du Rempart jusqu’au sommet de la Motte-à-Thérèse. De là, une ligne droite tirée vers le somment de la colline la plus orientale située sur l’établissement St Julien puis vers le signal de triangulation à l’extrémité occidentale de la Montagne Blanche. Ensuite, la ligne droite s’étendant vers le pic de la Table à Perrot, à l’angle sud-ouest de la concession Dufay de la Branchère. Au sud, la crête des montagnes, du sommet du pic de la Table à Perrot, au long des montagnes Laselle, Lagrave et d’Hauvillard au Mont Ebène jusqu’à l’intersection de la Ligne Tout Court. A l’Ouest, par la Ligne Tout Court du sommet de la Montagne d’Hauvillard au Mont Ebène jusqu’à l’intersection de la Rivière Terre Rouge. De là, le long de la Rivière Terre Rouge jusqu’au Pont de la cascade, sur la route de Rose Hill à Moka, et le long de la Grande Rivière jusqu’au viaduc du chemin de fer. »

## Histoire
Moka se développe notamment avec l’installation de plusieurs concessionnaires qui se consacrent à l’agriculture. Ces concessions deviennent des fermes où sont élevés des animaux essentiels à la survie des habitants comme le rappelle Magon :
« La culture que le gouvernement voulait établir préférable[ment] à toute autre en cette île, était celle des épiceries. Les titres de concession portaient l'obligation de cultiver le poivre, le girofle, la muscade, le café de Moka, & a. » (1839 :54)

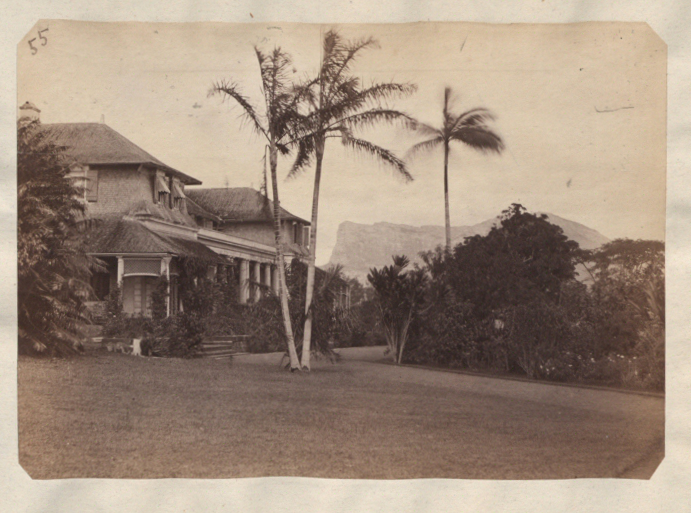
Le Château du Réduit vers 1880.

Moka fait état d’un lieu où il fait bon vivre, situé non loin du port de Port Louis dans un climat agréable, moins chaud que celui de la capitale. La résidence du gouverneur, alors installée à Mon Plaisir à Pamplemousses, est délaissée au profit du Réduit en 1749, date à laquelle le gouverneur David s’y installe (Rouillard, 1974). C’est lui qui construit le château du Réduit, plus tard agrandi par le gouverneur Magon. Adrien d’Epinay nous dit au sujet de l’établissement du premier gouverneur à Moka en 1750 : 
« M. David pendant son administration, fait construire, à Moka en un lieu extrêmement pittoresque, une petite maison pour ‘offrir aux dames une retraite en cas de tentative de l’ennemi sur l’ile’. Il nomme cette petite maison le Réduit. Mais, c’est l’amour seul qui a fait construire ce Réduit. M. David voulait se rapprocher de l’objet de son cœur, qui habitait aux environs. C’est le seul souvenir que laisse cet administrateur « médiocre, mais aimable, bienveillant, probe et amoureux ! ». (d’Epinay, 1890:128) 
À cet instant, Moka est un lieu propice à l’agriculture. Il rassemble peu d’habitants (environ 1959 en 1767 sur l’ensemble du district - Kuczynzski, 1949), qui préfèrent souvent l’animation de Port Louis ou le district de Rivière Noire où réside une population plus importante. Dès lors, Moka se positionne comme une terre agricole où peu d’habitants résident en dehors des concessionnaires et du gouverneur octroyant à Moka une aura particulière, entre le lieu central du pouvoir et une campagne généreuse. C’est un quartier paisible et agréable que décrivent les différents voyageurs et résidents notoires de l’ile : 
“Ce quartier est considérable. Il est situé au centre de l’île, le terrain en est bon, propre aux riz et autres grains. Il produit du café fort bon, et les plantations de cet arbuste s’y multiplient. Il est propre à beaucoup d’autres objets, et fournit à la consommation journalière du chef-lieu, au moins en grains, partie en légumes et jardinage parce qu’une partie des habitations sont arrosées par des canaux. Les bois y sont passables et assez fournis." Pierre Poivre (1767).
"C’était “le quartier le plus gai et le plus agréable à vivre de la colonie, ses productions étant le café, le riz, le bled et le manioc”. Wilkinsky (1769)
"Ce quartier est plus agréable à la vue que productif. De jolies maisons de campagne, des routes commodes, le font paraître au premier abord l’un des plus beaux de l’ile ; mais s’il offre beaucoup d’agrément, il ne présente pas les mêmes ressources de fortune que plusieurs autres, dont l’aspect est beaucoup moins séduisant." D’Unienville (1817) 

## Industrie et développement économique
L’exploitation des terrains en cultures marque la première étape vers le développement infrastructurel et économique de Moka. Plusieurs facteurs contribuent au développement du territoire de Moka notamment trois raisons principales :
- l’impact des épidémies sur la population;
- le développement économique de l’industrie sucrière;
- le développement du réseau de transport.

À partir des années 1850, l’ile est particulièrement affectée par des épidémies comme le choléra et la malaria. Ces deux maladies se propagent particulièrement à Port Louis, engendrant le déplacement de la population vers les hauts plateaux réputés pour leur climat plus sain. Les statistiques révèlent que 20 % de la population totale de Maurice est décimée par les épidémies à la fin des années 1860.

### Développement économique agricole
Dès l’époque française, le café, le coton et le manioc sont cultivés à Moka. D’après John Anderson (1858 :81), on cultive des bananes, pèches, citrons et autres fruits au pied du Pieter Both. 
À l’époque britannique, les statistiques démontrent que les cultures de céréales et de manioc étaient les plus importantes. En revanche, à partir de 1830, c’est-à-dire au moment où la culture du sucre se développe de manière exponentielle sur l’île, la culture du sucre passe de 8,5 % en 1817 à 57 % des terres cultivées et devient la culture principale à Moka. Cela se vérifie également en examinant les chiffres faisant état de la superficie des terrains destinés à la culture de la canne et l’augmentation du nombre de ‘sucreries’ qui passent de 10 en 1789 à plus de 180 sur l’ensemble du territoire mauricien. Moka suit la tendance générale de l’île en participant activement au développement d’une économie qui reposera sur le monopole du sucre.
Outre la culture du sucre et du café, le thé est également cultivé à Moka. La plante est introduite à l’époque française : le thé est cultivé au Réduit, puis à Quartier Militaire. Deux siècles plus tard, la culture du thé s’établit à Moka et s’étend sur 4500 arpents dont la récolte profite aux usines de La Chartreuse depuis 1957 et de Dubreuil depuis 1967. 

### La culture de la canne à sucre
Comme sur l’ensemble du territoire mauricien, la canne à sucre est introduite à Moka vraisemblablement à l’époque française où elle est cultivée pour produire l’arack, alcool local. La culture de la canne à sucre s’organise autour des ‘habitations’ qui constituent l’embryon des domaines sucriers d’aujourd’hui. Les habitations émanent du développement des concessions octroyées par la Compagnie des Indes Orientales aux anciens marins, paysans, artisans ou autres qui expriment leur intérêt de devenir propriétaire d’un terrain en échange de leur exploitation. Les concessions divisent les vastes étendus de forêts ou de végétation en portions attribuées aux nouveaux propriétaires. Ces habitations sont l’embryon des propriétés sucrières qui se développent davantage à partir de 1825. 
La culture du sucre connaît un développement sans précédent. Porté par un marché mondial devenu favorable après l’abolition des tarifs douaniers envers le sucre mauricien, Maurice produit près de 7 % du sucre mondial à partir de 1845 : Maurice devient la colonie britannique la plus productive.  
Moka participe à ce développement. Le récit de Martial Noël indique qu’il était difficile d’obtenir du sucre cristallisé avec la canne à sucre de Moka. Il faut attendre la fertilisation des champs grâce au guano, mélange d’excréments d’oiseaux marins et de cadavres de ces derniers recueillis généralement sur les plages de l’Amérique du sud, pour parvenir à une fertilisation des champs propice au développement de la canne à sucre à Moka. 
Un autre facteur est rapporté par M. Noël, propriétaire de Mon Désert : il s’agit de l’introduction de la canne de Penang (Malaisie) mise en culture à Moka qui rassemble les qualités physiques nécessaires (RSAS, 1848 :171-172).  
A noter également, l’effort continu des planteurs à investir dans la recherche agronome de manière à assurer la productivité de la culture du sucre sur l’île. La station agronomique est créée en 1893 marquant l’institutionnalisation de la recherche, auparavant concentrée au sein même des usines. Il faut attendre 1930 pour voir la naissance d’une unité de recherche se consacrant exclusivement au sucre au sein du département d’agriculture situé au Réduit, avant la fondation du Sugar Industry Research Institute (MSIRI) en 1953. L’un des présidents de la chambre d’agriculture n’est autre qu’Henri Léclezio, propriétaire d’Alma.

#### Les propriétés sucrières
La première sucrerie est celle de Minissy. Suivent celles de Circonstance, Helvetia et Beau Climat. Il y a jusqu’à une trentaine de sucreries qui opèrent dans la région de Moka mais 16 sont répertoriées comme ‘importantes’ dans les années 1874-75. Les usines sont centralisées sur celle de FUEL en 1949. 
À Moka, les usines sucrières connues sont Mon Désert, Beau Bois ou Gros Bois, Helvetia, Minissy, Beau Climat ou Belle Vue, Chantenay, Bon Air, Bagatelle puis Bois Chéri (Telfair) et Valory, Bocage, La Laura, Ripailles, Bar le Duc, Alma, L’escalier, Valetta, St Julien, Bonne Veine (acheté par Alma en 1920) et L’espérance (William Telfair). Mon désert fut la dernière usine sucrière en activité à Moka, avant sa fermeture en 2008.
Moka représente 1.9% de la superficie cultivée en cannes sur le territoire national en 1830 en couvrant une superficie de 944 arpents (3 usines sucrières) contre un total de 51,000 arpents sur l’ensemble de l’île (180 usines). En 1858, Moka accueille 15 des 288 usines sucrières de l'île, représentant 5,2 % de l’ensemble des usines  pour une production correspondant à 5,8 % de la production national (North-Coombes, 1993).

##### Mon Désert
Mon Désert est créé par Martial Noël peu de temps après l’acquisition du domaine en 1827. En 1851, On recense environ 260 arpents cultivés en cannes et une production de près de 500 tonnes de sucre. À la mort de Martial Noël en 1869, Mon Désert a une superficie de 880 arpents résultant d’acquisitions diverses dont celle de l’Embarras où il vivait sur des terrains concédés par son grand-père maternel René François Legentil. 

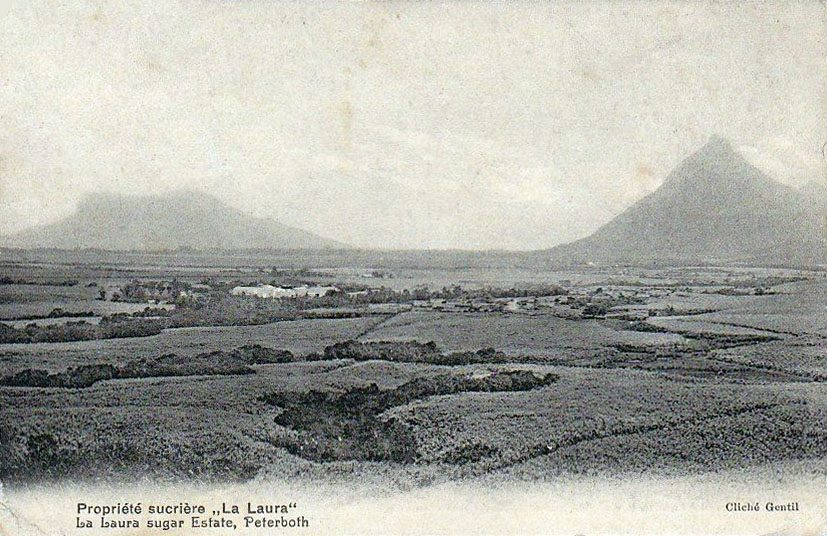
La Laura Sugar Estate, Moka, 1909.

Rouillard recense les centralisations faites sur Mon Désert :
- Beau Bois en 1875, 800 arpents
- Helvetia en 1882, 554 arpents
- L’Agrément en 1885, 303 arpents
- Minissy en 1917, 125 arpents
- La Laura en 1922, 630 arpents
- Alma en 1947, 3 848 arpents: l'usine prend alors le nom de Mon Désert - Alma.

Bagatelle (425 arpents) et Les Pailles – Guibies (1200 arpents) sont également annexées à Mon Désert, représentant alors une surface cultivée en cannes de 7000 arpents. La compagnie sucrière de Mon Désert, créée en 1882, acquiert les domaines sucriers suivants:
- 1882 - Mon Désert est acquise par la compagnie: Mon Désert est la propriété de Martial Noël depuis 1827.
- 1920 - Minissy (puis acquise par Highlands S.E.)
- 1922 - La Laura, Pieter Both ou Château Tremblant
- 1947 - Valetta ou Assurance.

### Le transport

#### Chemin de fer

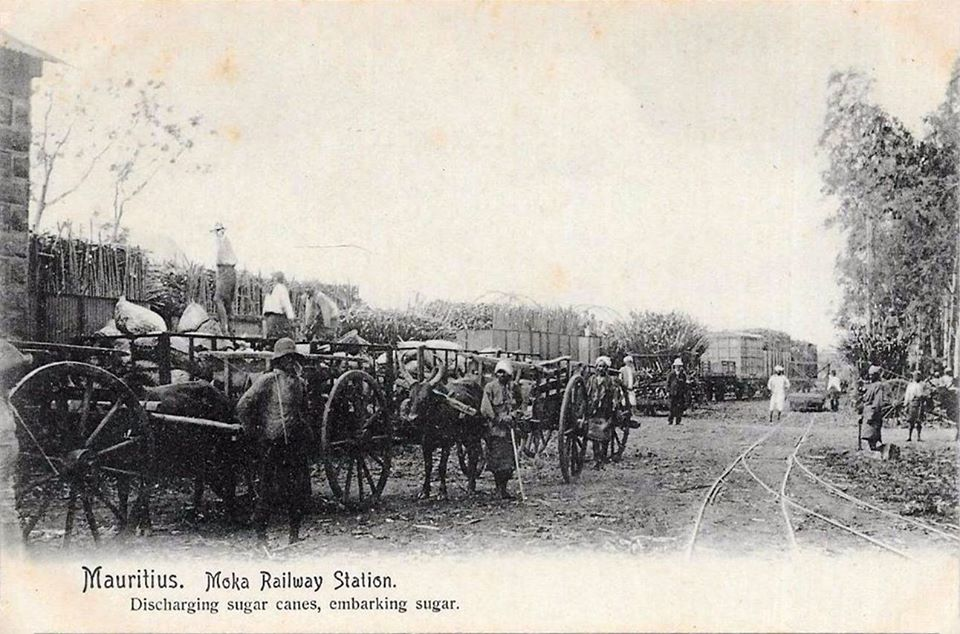
Gare ferroviaire de Moka, 1909.

L’industrie sucrière n’est pas le seul facteur expliquant le développement de Moka. L’introduction du train à Maurice en 1864 contribue largement à la mobilité des familles et des biens, facilitant davantage les implantations en dehors des centres économiques.
En 1845, la Mauritius Railway Company est créée de manière à améliorer le réseau de transport jusque-là restreint aux charrettes et aux pirogues circulant le long des côtes. Le transport en bateau le long des côtes pouvait prendre plusieurs heures ou jours en fonction des conditions météorologiques.
Les Britanniques soutiennent les planteurs dans leur idée d’implanter le train dans l’île car il facilite le transport des cannes à sucre vers les usines et du sucre des usines au port pour y être exporté. L’implantation du train offre un service de transport nécessaire à l’industrie sucrière en pleine expansion : les innovations techniques, notamment l’introduction de nouvelles machines, supposent des moyens de transport proportionnels à la taille des nouveaux équipements.  
Dans une moindre mesure, le train permet aux habitants d’augmenter leur mobilité. La ligne de Moka (Moka Railway Line) est inaugurée le 14 juin 1880 après le début des travaux en 1879. Cette ligne relie Moka à Flacq. 

#### Les sentiers
Mahé de La Bourdonnais construit le premier chemin qui relie Moka à Port Louis. La présence du château du Réduit construit en 1748 et l’installation du gouverneur David en 1749 confirme la nécessité de développer les voies de transport. 
Il semblerait que le chemin de Moka à Pamplemousses (par Nouvelle Découverte) date également des premières heures de la colonisation française et soit une réalisation de La Bourdonnais. Un autre chemin relie Moka à Montagne Longue en passant par Crève-Cœur dès la fin du 18e siècle (Rouillard, 1974). 

Il existait également un chemin plus court mais escarpé vers Port Louis en passant par le Pouce. Commencé sous La Bourdonnais, ce sentier trop escarpé pour pouvoir l’utiliser avec aisance est réaménagé par l’ingénieur L.J. Villiersfaux Phélines, sous l’administration du gouverneur Malartic à la fin du 18e siècle. L’ingénieur fait aménager une rampe en modifiant le profil de la montagne grâce à des explosifs, qui réduit d’un tiers le trajet de Moka vers Port Louis. Il semblerait que les maraîchers nombreux à Moka, empruntaient ce chemin pour vendre leurs marchandises à Port Louis. 
« En 1817, la route reliant Moka à Port Louis était en très bon état. Comme aujourd’hui d’ailleurs, ‘ce chemin se divise au-dessus du Pont-Souillac en trois branches, la première conduisant au Quartier Militaire (route de Moka), la seconde du Réduit et aux Plaines Wilhems (route du Réduit), la troisième longeant les montagnes conduit à Crève-Cœur (route de Bois Chéri) par où se quartier communique avec celui de Pamplemousses’. La branche qui conduit à l’église existait évidemment et une autre menait à l’habitation Minissy. Pour aller aux Plaines Wilhems, on passait la rivière Cascade sur un pont construit par le propriétaire de Minissy. L’autoroute reliant les Plaines Wilhems à Port – Louis en passant par Moka fut inaugurée en janvier 1963. » - Guy Rouillard.
A l’époque contemporaine, on remarque que les principaux axes routiers créés à l’époque française sont toujours utilisés. Ils ont bien entendu été agrandis avec le temps pour répondre à l’intensification de la circulation.

## L’art de vivre et architecture
Le développement des domaines sucriers donne lieu à l’émergence d’une architecture typique des plantations coloniales. Largement inspirée des demeures et villas palladiennes d’Europe, les maisons coloniales revêtent généralement une galerie de colonnades en façade similaires à celles que l’on peut voir dans les plantations américaines. Ce style décline le vocabulaire néoclassique (grec et romain) en vogue en Europe pour dessiner des demeures atlantes dignes de trôner au cœur de ces domaines qui s’étendent davantage à la fin du dix-neuvième siècle. Cette architecture des plantations trouve un écho également dans la région, notamment à l’île de la Réunion où la tendance néoclassique définit les belles demeures des domaines sucriers. 
À Maurice, ces grandes demeures sont construites à l’aide d’un savant mélange de bois indigènes comme le natte, de pierre et de bardeaux de teck. Elles se trouvent généralement au cœur des domaines entourés de jardins à la française avec une pièce d’eau devant leur entrée, des vergers et des parcs qui comprennent souvent une réserve de cerfs et des volières. 

### Maisons traditionnelles mauriciennes

#### La Malmaison
La Malmaison est une demeure érigée à Moka. La Malmaison est démontée de son emplacement originel à Moka pour être replacée à Curepipe où elle deviendra l’Hôtel de Ville en 1903, nom qu’elle porte encore aujourd’hui. Devant l’édifice, une statue conçue par le sculpteur Prosper d’Epinay représente Paul et Virginie, figures emblématiques de l’île Maurice.                         

#### Eurêka
Construite en 1830 par M. Carr, un Écossais qui souhaite résider à côté du gouverneur, Eurêka est aujourd’hui une demeure emblématique de Moka. 

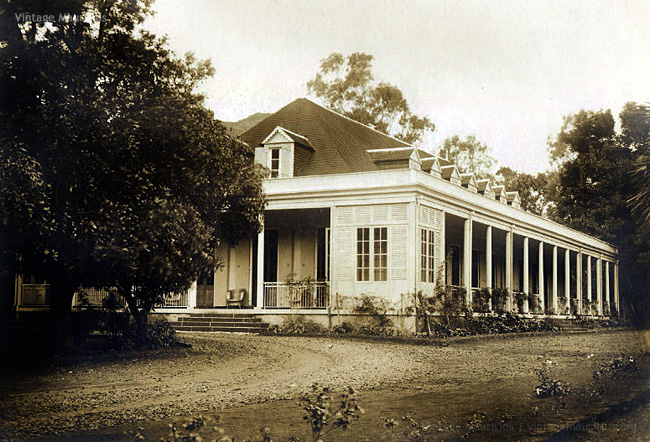
Eureka, 1890.

En 1863, la famille Leclézio fait l’acquisition du domaine d’Eurêka, qui leur appartiendra jusqu’en 1985. La demeure est achetée par Eugène Leclézio en 1863 tandis que son frère, Sir Henri Leclézio, député et avocat, fait construire une maison pour sa famille nombreuse de 17 enfants à Eurêka d’en bas, appelée l’Étoile (détruite en 1983).
Jean-Marie Le Clézio, prix Nobel de Littérature, écrit à son sujet dans Voyages à Rodrigues, Journal Gallimard, 1985 :
« C’est cette maison à laquelle il faut que je revienne maintenant, comme au lieu le plus important de ma famille, cette maison dans laquelle ont vécu mon père, mes deux grands-pères (qui étaient frères), mon arrière-grand-père (Sir Eugène) et mon arrière-arrière-grand-père (Eugène premier) qui l’avait fondée autour de 1850. Maison pour moi mythique, puisque je n’en ai entendu parler que comme d’une maison perdue […]. Aucune autre maison n’aura jamais d’importance, aucune n’aura tant d’âme »
Sir Henri Leclézio fait l’acquisition de davantage de terrains autour d’Eurêka, notamment le Bocage, qui augmentent les propriétés de la famille. Eurêka fait 110 arpents de la rivière de Moka à la Montagne Ory, et jouxte Bagatelle, autrefois propriété de Pierre Poivre. A l’origine, Eurêka couvrait un espace de jardin et de forêts de 225 acres, réduit à 5 acres aujourd’hui. La demeure reste dans la famille Leclézio jusqu’en 1985 et devient un musée en 1986.

#### Les Quatre Vents
« Les Quatre Vents » est le nom d’une demeure au style mauricien typique construite vers 1860. A l’origine, les murs sont chaulés et le toit noir avec des volets bleus, une varangue à colonnes et de grandes fenêtres à la française. Les toits étaient généralement couverts de bitume noir de manière à les imperméabiliser comme on le faisait pour les coques de bateaux enduites lors du calfatage. On couvrait les murs de chaux leur donnant leur couleur blanche. Les volets avaient une coloration bleue après les avoir couverts de chaux puis de permanganate de manière à protéger les bois des termites.

#### Château Trompette
Construite en 1870 par Janvier Desvaux qui la baptisa ainsi comme son homonyme situé à Bordeaux. Le propriétaire de la Malmaison s’installa au château Trompette avec sa famille de neuf enfants en 1894.

#### Surprise
Cette demeure probablement construite vers 1865 reçoit une véranda vitrée et des tourelles à une époque postérieure. Cette architecture témoigne de l’influence européenne, notamment celle des bâtiments vitrés dont la construction est rendue possible par la maîtrise de charpentes et de structures en métal issues de la révolution industrielle. Maurice voit aussi cette influence dans l’architecture locale, notamment à Surprise.

### Val Ory
Cette demeure fut construite en 1913 par l’architecte Pierre Joseph Aristide Régnard, remplaçant une maison coloniale en bois. Elle appartient à l’Iran et fut en 1941 la résidence de Reza Chah Pahlavi, Shah d’Iran en exil. Elle a aussi accueilli, pendant la Seconde Guerre mondiale, Milan Stoyadinovitch, ancien premier ministre yougoslave, lui aussi exilé par les Britanniques.

### Les jardins de Montfleury
Leclercq nous décrit les jardins de Montfleury à Saint Pierre créé par M. Constant Van Keirsbilck, botaniste et horticulteur (1895 :156). Leclercq nous raconte « en parcourant ces parterres qui semblent un morceau du paradis, on est tenté de croire à une légende qui court dans le pays de Moka : suivant cette légende, chaque matin des anges descendus du ciel viennent danser la ronde de l’aurore sur ce tapis de verdure et de fleurs, se tressent des guirlandes et des couronnes, et, ainsi parés, s’en remontent vers les cieux ».

### La population du village de Moka
Le développement de l’architecture autour de ses maisons des grands domaines est principalement initié au moment où le réseau ferroviaire Moka-Flacq se développe et également lorsque la crise dans l’industrie sucrière amène la vente des terrains peu profitables à l’industrie, situés en bordure des domaines sucriers. 
Dès 1860, des terrains sont vendus aux engagés et aux acteurs d’activités marchandes de petit volume. S’installent alors davantage d’habitants résidents à proximité des grands domaines sucriers : cette population a pour activité la culture et la vente de légumes, de fleurs ; le commerce de denrées alimentaires et autres petits commerçants (quincailler par exemple) dès la fin du dix-neuvième siècle. Leur installation permanente voit le développement du village de Moka.

## Moka Smart City
Depuis les années 1990, le sucre de Maurice ne bénéficie plus de tarifs préférentiels de la part de la Communauté européenne et de l'OMC. Les groupes sucriers se tournent depuis vers une diversification économique de leurs activités, avec le développement immobilier en tête de liste. 
Cette diversification est soutenue par le gouvernement mauricien, à travers le Smart City Scheme introduit en 2015. À Moka, c'est le groupe ENL qui développe une ville intelligente à la suite de l'obtention de son Smart City Certificate en 2017.

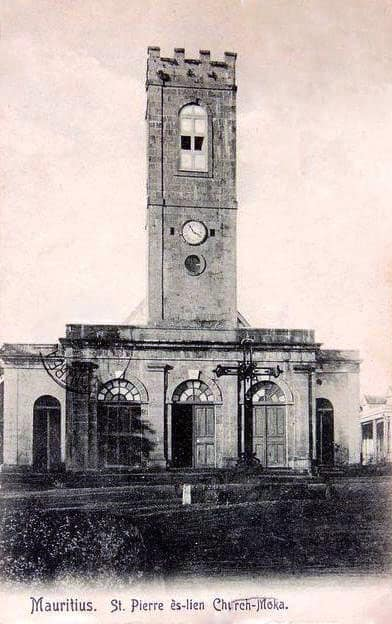
Église de Saint Pierre-ès-Liens, 1909.

## Enseignement
La commune abrite l'université de Maurice et des établissements réputés, comme l'école du Centre, le Lycée des Mascareignes, l'école internationale Le Bocage, le Mahatma Gandhi Institute, l'école Sainte-Marie, Curtin Mauritius.

## Cultes
- Église catholique de Saint Pierre-ès-Liens.

## Personnages illustres
- François-Yves Carosin Deslandelles (1762-1794), corsaire et procureur de la commune de Moka

## Sources
Anderson, Daniel 1918 - "The epidemics of Mauritius: with a descriptive and historical account of the island"
Anderson, John 1858 - "Descriptive Account of Mauritius: Its Scenery, Statistics &c with Brief Historical Sketch"
André, Jean-Michel, 2004 - "Les engagés de la compagnie des Indes, marins et officiers (1717- 1770)"
Bolton, 1852 - "Mauritius Almanac and official directory for 1852"
Charlery, Christophe - « Maisons de maître et habitations coloniales dans les anciens territoires français de l’Amérique tropicale », In Situ [En ligne], 5 | 2004, mis en ligne le 19 avril 2012, consulté le 20 août 2019. URL : http://journals.openedition.org/insitu/2362 ; DOI : 10.4000/insitu.2362
Clément, Alain, 2009 - “Du bon et du mauvais usage des colonies: politique coloniale et pensée économique française au XVIIIe siècle", Cahiers d'économie Politique / Papers in Political Economy 1/2009 (n° 56) , p. 101-127. http://www.cairn.info/revue-cahiers-d-economie-politique-2009-1-page-101.htm
Commission of inquiry 1840 Mauritius Copies of correspondence. relative to the introduction of addressed to the Secretary of State for the Colonial Department, relative to the Introduction of Indian Labourers - into the Mauritius; and of the Report of the Commissioners of Inquiry into the present Condition of those already located in that Colony. Ordered, by The House of Commons, to be Printed, 28 May 1840.
David, Jacques ‘Introduction’, volume 2: Land reform, legal and administrative aspects, Truth and Justice Commission, 2011, page 10.
De Burgh - Edwardes, S.B., 1921 The History Of Mauritius (1507-1914), London: East and West Ltd.
De Kervern, André; Martial, Yvan 1991 Cartes postales du passé, Ile Maurice, Les Editions du Pacifique. 
Desvaux de Marigny, Isabelle ; Saglio, Christian, 2003 Mauritius Style: Life on the Verandah, Editions Didier Millet.
d'Epinay, Adrien, Renseignements pour servir à l'histoire de l'Île de France jusqu'à l'année 1810: inclusivement; précédés de notes sur la découverte de l'île, sur l'occupation hollandaise, etc, Imprimerie Dupuy, 1890 - Mauritius - 577 pages.
Durand, Jean-Pierre et Joyce.1975 L’île Maurice, quelle indépendance? La reproduction des rapports de production capitalistes dans une formation sociale dominée, Paris: Editions Anthropos, 254 pages.
Durand, Joyce et Jean-Pierre 1978 L'île Maurice et ses populations, Bruxelles, Ed. Complexe.
Kuczynski, R.R., 1949 Demographic Survey of the British Colonial Empire, Geoffrey Cumberlege, Oxford University Press, London, New York, Toronto.
Leclercq, Jules 1895 Au pays de Paul et Virginie. Librairie Plon, Paris.
Le jardin du Réduit: histoire et botanique, Imprimerie du Gouvernement à la Tour Koenig, République du Maurice, 2009.
Ly-Tio-Fane Pineo, Huguette. 1999 Ile de France, 1747-1767 : Port Louis, Base navale, Mahatma Gandhi Institute, Moka, île Maurice, 354 pages.
Macmillan, Allister 1914, Mauritius Illustrated: Historical And Descriptive Commercial And Industrial Facts, Figures, And Resources, Bharat Zindabad; Bharat. AES.
Madinier., Paul Annales de l'agriculture des colonies et des régions tropicales, Volumes 1-2, Nouvelle Librairie agricole et horticole, J.Louvier, paris, 1860.
Magon de Saint-Élier, Ferdinand 1839 Tableaux historiques, politiques et pittoresques de l'île de France, aujourd'hui Maurice, depuis sa découverte jusqu'à nos jours, Port Louis.  
Ministry of Arts and Culture & National Heritage Fund, 2013 National Inventory – Intangible Cultural Heritage, Mauritius; online : 
http://culture.govmu.org/English//DOCUMENTS/NATIONAL%20INVENTORY%20FOR%20INTANGIBLE%20CULTURAL%20HERITAGE-%20REPUBLIC%20OF%20MAURITIUS%20-%20UPDATED%20VERSION.PDF
Mungur, Bhurdwaz; Burrun, Breejan, An Invitation to the Charms of Mauritian Localities: A Survey of Names and Attractions of Places in Mauritius, ELP Ltée, 1993 - Mauritius - 237 pages.
Mouat, Frederic 1852 - Rough_Notes_of_a_Trip_to_Reunion_the_Mauritius and Ceylon; with remarks on their eligibility as sanitaria for Indian Invalids; Calcutta, Thacker, Spink and Co.
Nagapen, Amédée 1996 Histoire de la Colonie, Isle de France – Ile Maurice (1721-1968), Diocèse de Port-Louis, 226 pages.
North-Coombes, Alfred 1993 A History of Sugar Production in Mauritius. African Books Collective; Édition : 2nd Revised edition (1er août 1993).
Pitot, Albert - 1910 L’Ile Maurice : Esquisses historiques I (1810-1823), Port-Louis
Pridham, Charles 1849 An historical, political and statistical account of Mauritius and its dependencies, London: T. and W. Boone. 
de Rauville, Hervé 1909 L'île de France contemporaine, Paris.
Cawthorn, James 1830 Recollections of seven years of residence at The Mauritius or Isle de France by a Lady, London : Cockspur-Street.
de la Roncière, Charles 1931 Quatre siècles de colonisation française : exposition d'oeuvres du XVème au XVIIIème siècle.
Rouillard, Guy 1974 Histoire des domaines sucriers de l'île Maurice
Special Magistrate for the Mauritius, 1842 An account of the Island of Mauritius and its dependencies, London.
Unienville, baron d', 1838 - Statistique de l'île Maurice et ses dépendances, suivie d'une notice historique sur cette colonie et d'un essai sur l'île de Madagascar, Paris, G. Barba.
Teelock, Vijayalaskhmi. 2009 (2001) Mauritian History: from its beginnings to modern times, Moka: Mahatma Gandhi Institute, 465 pages.